# Catasetum ricii
Catasetum ricii är en orkidéart som beskrevs av Roberto Vásquez och Dodson. Catasetum ricii ingår i släktet Catasetum och familjen orkidéer.
Artens utbredningsområde är Bolivia. Inga underarter finns listade i Catalogue of Life.